# Stemhebbende alveolo-palatale affricaat
De stemhebbende alveolo-palatale affricaat is een medeklinker die in het Internationaal Fonetisch Alfabet aangeduid wordt met d̠͡ʑ (soms ook met het inofficiële symbool ʥ), en in X-SAMPA met dz\.

## Kenmerken
- De manier van articulatie is sibilant-affricaat, wat wil zeggen dat de klank geproduceerd wordt door de luchtstroom eerst geheel te blokkeren, en vervolgens door een groef in de tong over de scherpe kant van de tanden te blazen, waardoor turbulentie ontstaat.
- Het articulatiepunt is alveolo-palataal, wat wil zeggen dat de klank wordt gearticuleerd met de achterkant van de tong achter het superieure alveolare, en het midden van de tong tegen het verhemelte.
- Het type articulatie is stemhebbend, wat wil zeggen dat de stembanden meetrillen bij het articuleren van de klank.
- Het is een orale medeklinker, wat wil zeggen dat de lucht door de mond naar buiten stroomt.
- Het is een centrale medeklinker, wat wil zeggen dat de lucht over het midden van de tong stroomt, in plaats van langs de zijkanten.
- Het luchtstroommechanisme is pulmonisch-egressief, wat wil zeggen dat lucht uit de longen gestuwd wordt, in plaats van uit de glottis of de mond.

Deze pagina bevat fonetische informatie in het IPA, die in sommige browsers mogelijk niet correct wordt weergegeven.
Waar symbolen in paren voorkomen, vertegenwoordigt het rechter teken een stemhebbende medeklinker. Gearceerde gebieden bevatten medeklinkers die worden beschouwd als onuitspreekbaar.
Zie ook: IPA, Klinkers